# Стіл

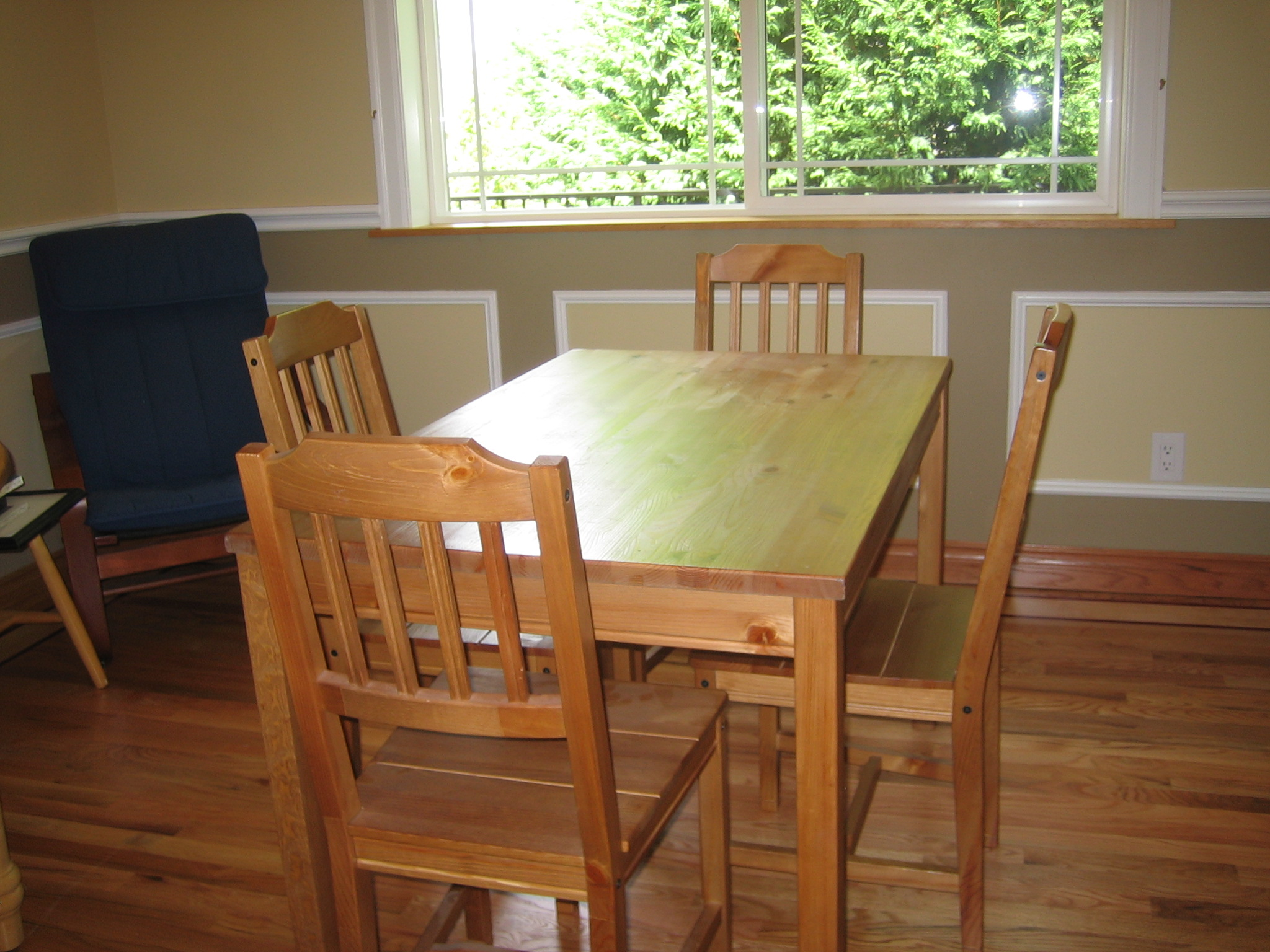
Стіл і стільці

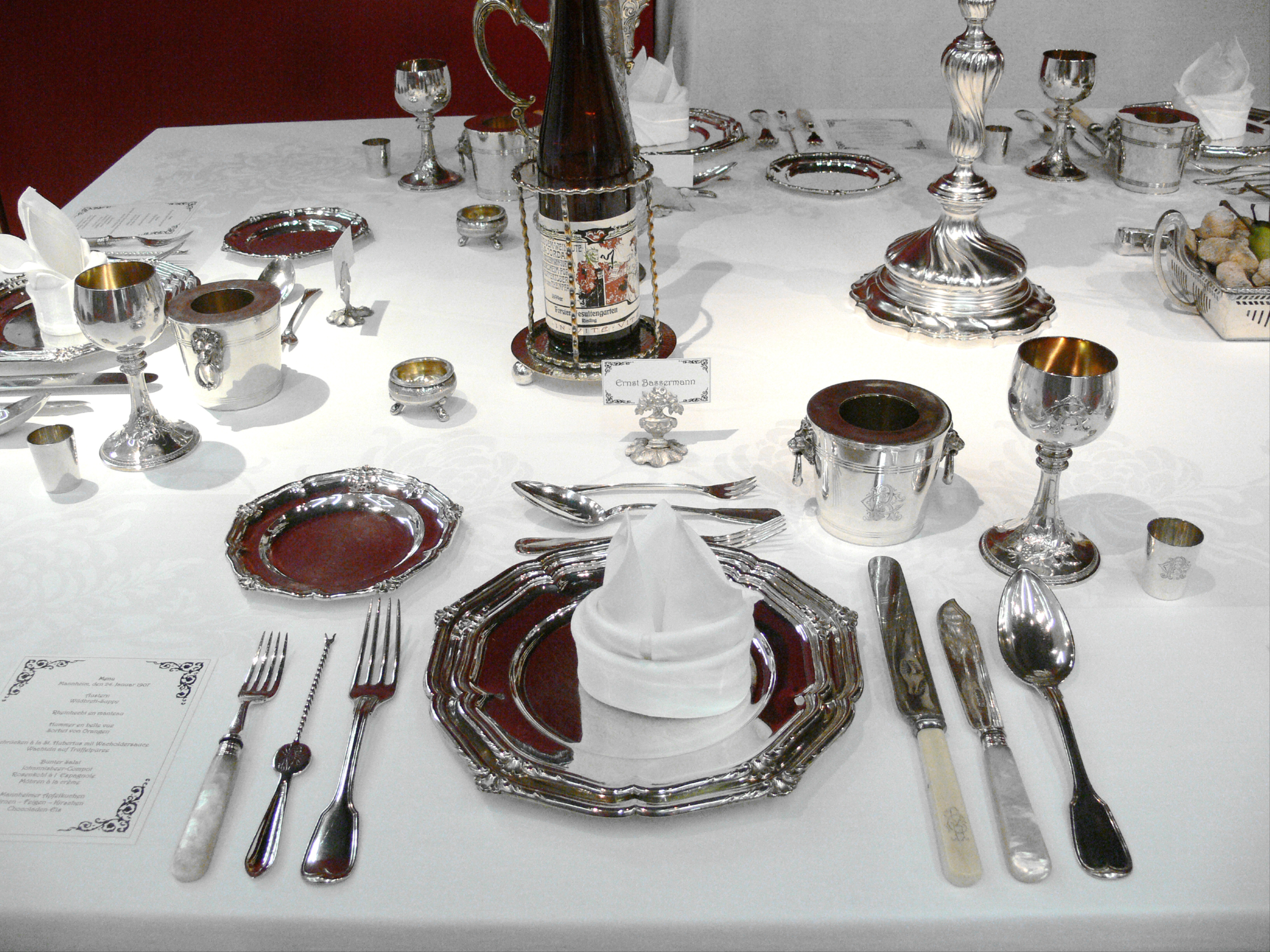
Сервіровка столу

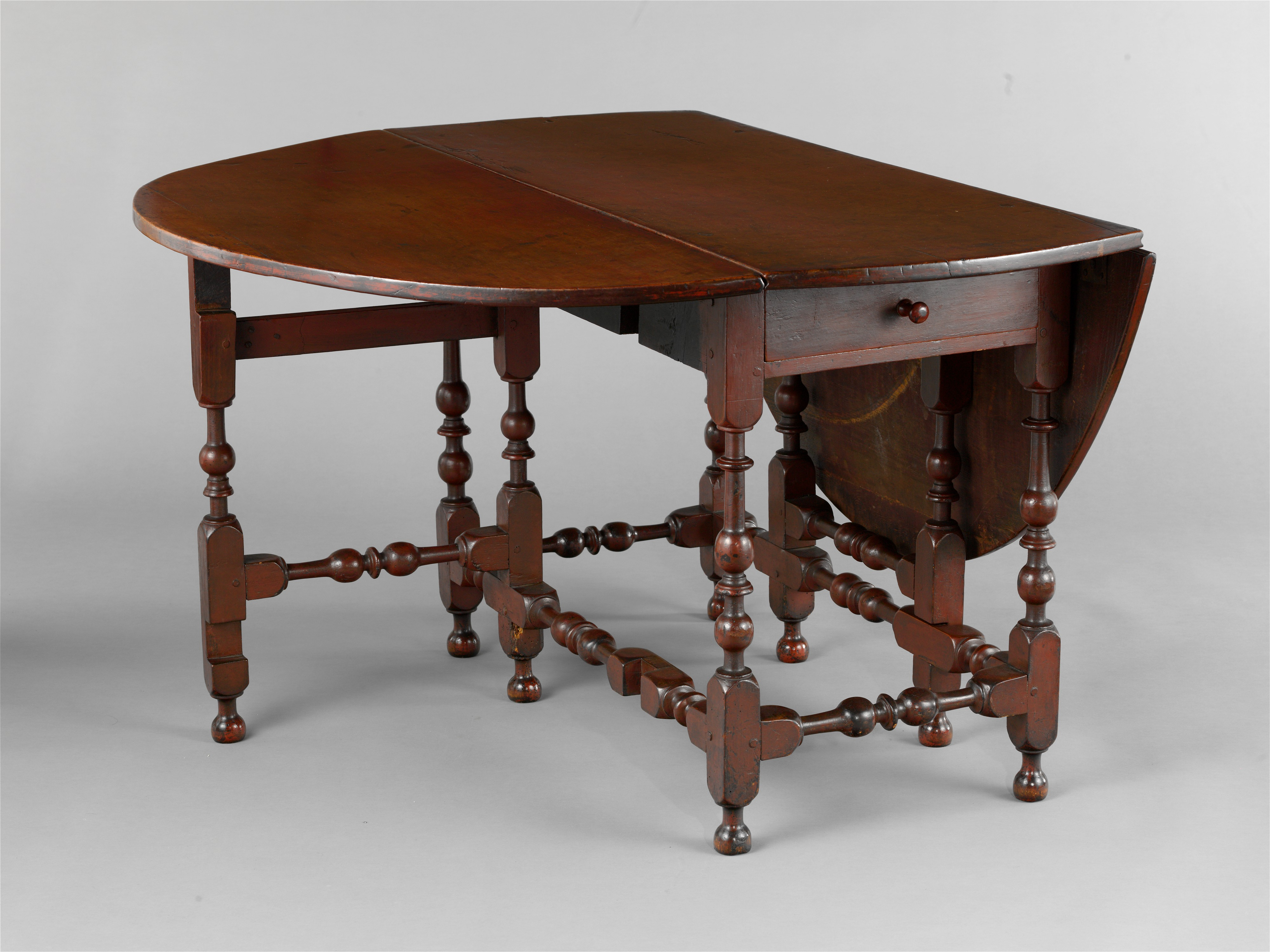
Стіл-тумба (стіл-книжка)

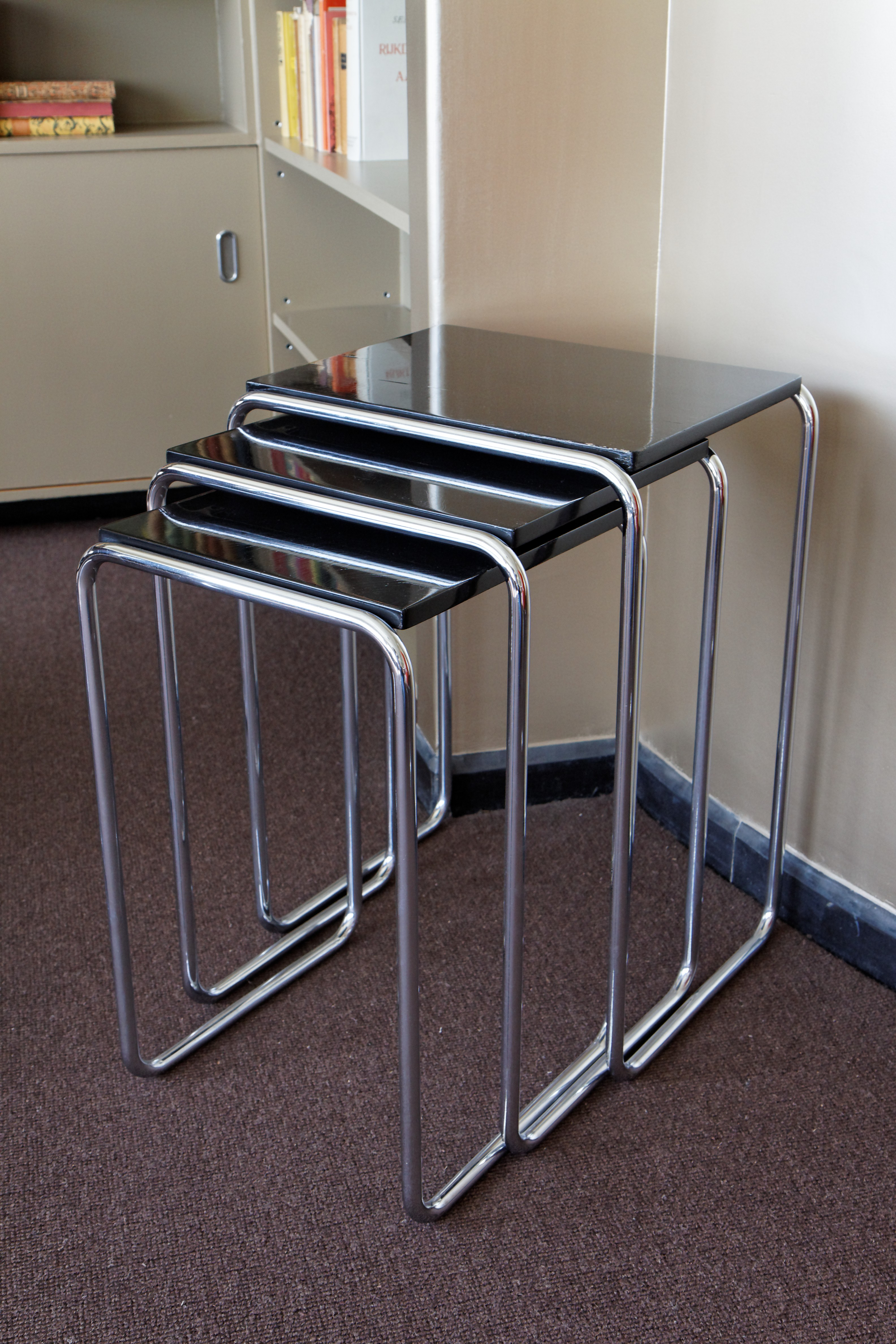
Стіл-матрьошка

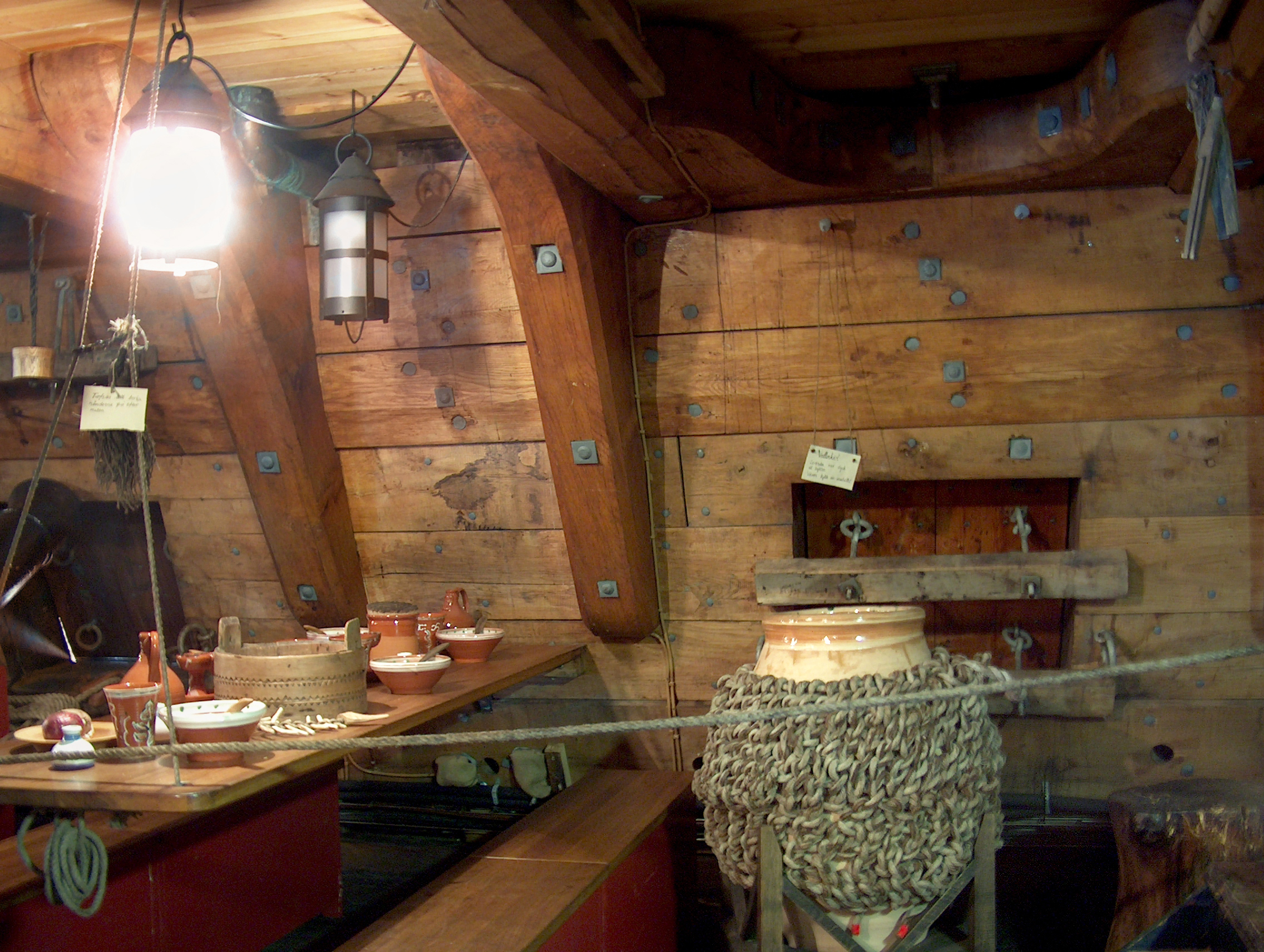
Корабельний стіл, стільниця якого підвішена на мотузках

Стіл — предмет меблів, який складається з горизонтальної поверхні (стільни́ці) і ніжок або опор. Ніжки можуть з'єднуватися поперечними планками (обніжками). Стільни́ці виготовляються з каменю, металу, дерева, пластику або скла. Вперше столи з'являються в Стародавньому Єгипті і потім використовуються повсюдно.
Столи можуть мати прямокутну, овальну, трикутну чи іншу форми. Число ніжок — 3, 4 і більше. Трикутні столи називають косими. Столи можуть мати шухлядки для зберігання різних речей.

## Етимологія
Українське слово стіл, разом з відповідниками в інших слов'янських мовах (біл., рос., болг. і мак. стол, пол. stóɫ, чеськ. stůl, серб. сто̑, словен. stòl) походить від прасл. *stolъ. Існують три версії, які пояснюють первісне значення цього слова.
- Пов'язується з прасл. *stati («стояти») і виводиться від пра-і.є. *stoh₂los. Тоді спорідненими словами вважаються лит. stãlas («стіл») та pastõlai («підмостки»), прусськ. stalis, та лит. ùžstalis («місце за столом»), прус. stallit («стояти»), гот. stōls («стілець»), дав.-ісл. stóll («стіл») та borÞstóll («станина столу»), давн-англ. stōl («стілець», «престол»), англ. stool («табурет»), нім. Stuhl («стілець»)[4]. Тобто «те, що стоїть».
- Від прасл. *stьlati («стелити»), тобто «щось розстелене», «скатертина»[4]. Прибічники цієї версії вказують на варіант з наголошеним останнім складом у родовому відмінку (стола́), яке збігається з наголошенням слова «стелю»[5].
- Деякими мовознавцями (Мейє, Траутман, Уленбек, Розвадовський) порівнюється з дав.-інд. sthálam, sthalī («узвишшя», «горб», «материк»)[5]. Тобто первісне значення — «узвишшя».

В українських козаків стіл називали — «сирно».

## Історія
У часи Античності їжу знатні люди приймали напівлежачи, тому використовувались низькі столи, оточені з трьох боків ложами замість лав — триклінії.

## Стіл і символіка
Стіл має широке поле символічних значень у європейській культурі. Стіл, за яким родина збирається на трапезу, є символом дому і домашнього затишку. Традиція зустрічати гостей накритим столом робить стіл також символом гостинності.
Здавна стіл у хаті (звичайно у світлиці) був шанованим предметом, і цим уподібнювався храмовому престолу. Стіл стояв на покуті, навколо розташовувалися лави. З ним було пов'язано чимало забобонів і ритуалів: на стіл нічого не можна класти, окрім їжі (решта може бути чимось нечистим), на стіл не можна сідати; на стіл гріх класти шапку (бо це місце Бога); не можна давати їсти на непокритому скатеркою столі, «бо злидні нападуть». Взагалі саме сидіння за столом, момент споживання їжі були чимось священним, актом містичного з'єднання роду, тому за ним належало поводитися поважно і благоговійно: мовчати або обходитися якимись найнеобхіднішими словами, не можна було робити будь-яких непристойних рухів. Стіл був родинним вівтарем як у повсякденному житті, так і в урочисті моменти — родини, заручини, весілля, похорони. Малу дитину клали на стіл, бо «то янгол», за стіл саджали наречених, на нього клали небіжчика. Всі значні угоди, визначні події в родині завершувалися традиційним «сісти за стіл».
Особливе символічне значення має круглий стіл. Завдяки округлій формі стола, жодна із сидячих за таким столом осіб не може опинитися у привілейованому положенні, тоді як звичайний прямокутний стіл має довші та вужчі сторони. Пов'язуваний з легендою про короля Артура і його лицарів, круглий стіл нарешті став символом порозуміння та народного єднання, зокрема в Польщі після проведених 1989 року переговорів за круглим столом.

### У релігійних обрядах
Як місце для поїдання їжі, стіл пов'язується також з жертвопринесенням; жертовник являє собою стіл. Назви схожих релігійних предметів пов'язані з «стіл»: наприклад, «престол» (староцерк.-слов. престолъ), «менса» (лат. mēnsa), «трапеза» (грец. τράπεζα).

## Види столів
- Більярдний стіл
- Верстак
- Журнальний столик
- Зелений стіл — стіл, покритий зеленим сукном і призначений для гри в карти
- Комп'ютерний стіл
- Кавовий столик
- Кухонний стіл
- Обідній стіл
- Відкидний столик (у літаках і поїздах)
- Операційний стіл
- Письмовий стіл
- Тенісний стіл
- Туалетний столик
- Шаховий столик
- Круглий стіл
- Герідон — круглий столик на одній ніжці.

## Розкладані столи
Розкладані столи можуть мати різну конструкцію. Найбільш поширені:
- Стіл-тумба чи стіл-книжка — стіл, у якого обабіч основної стільниці кріпляться на шарнірах дві піднімні, споряджені підставками.
- Розсувний стіл — стіл, стільниця якого складена з двох розсувних половин, між якими для збільшення довжини може вставлятися додаткова стільниця
- Стіл зі складаною стільницею — стіл, стільниця якого складається удвоє на зразок «бутерброда».
- Стіл-матрьошка — набір столів різного розміру, що вбираються один під одного.

## Прислів'я, мовні звороти
- Карти на стіл! — пропозиція виявити приховані наміри, справжню суть справи
- За чужим столом не махай постолом
- Кому за стіл, а кому хоч під стіл
- Аби чим-небудь за стіл завести, а з-за стола й самі вийдуть
- Свиню пусти під стіл, а вона лізе на стіл
- Лягти на стіл — умерти
- Під стіл пішки ходити
- Подали груш, та й з-за столу руш
- Є на столі, но не мені
- Бував на коні і під конем, на столі і під столом (із записів М. Номиса)
- За чиїм столом сидиш, того й правду хвалиш
- До столу добре сісти, коли на нім є що їсти
- Що не є в печі, те й на стіл мечи
- Хліб на стіл, тоді стіл престіл, а хліба ні куска — так і стіл дошка
- Доки на току ціп, доти на столі хліб

## Галерея

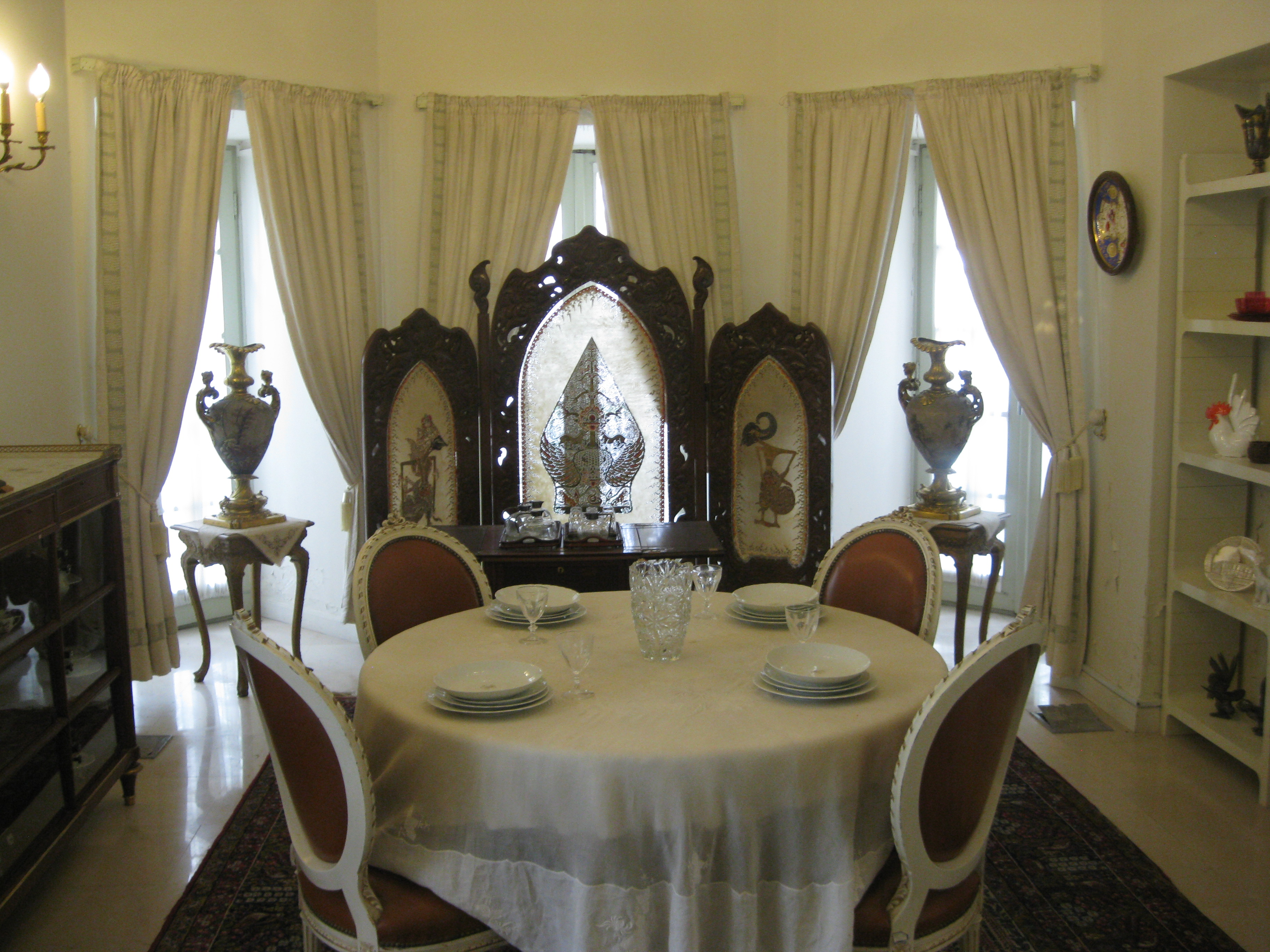
Шикарний стіл в іранському палаці
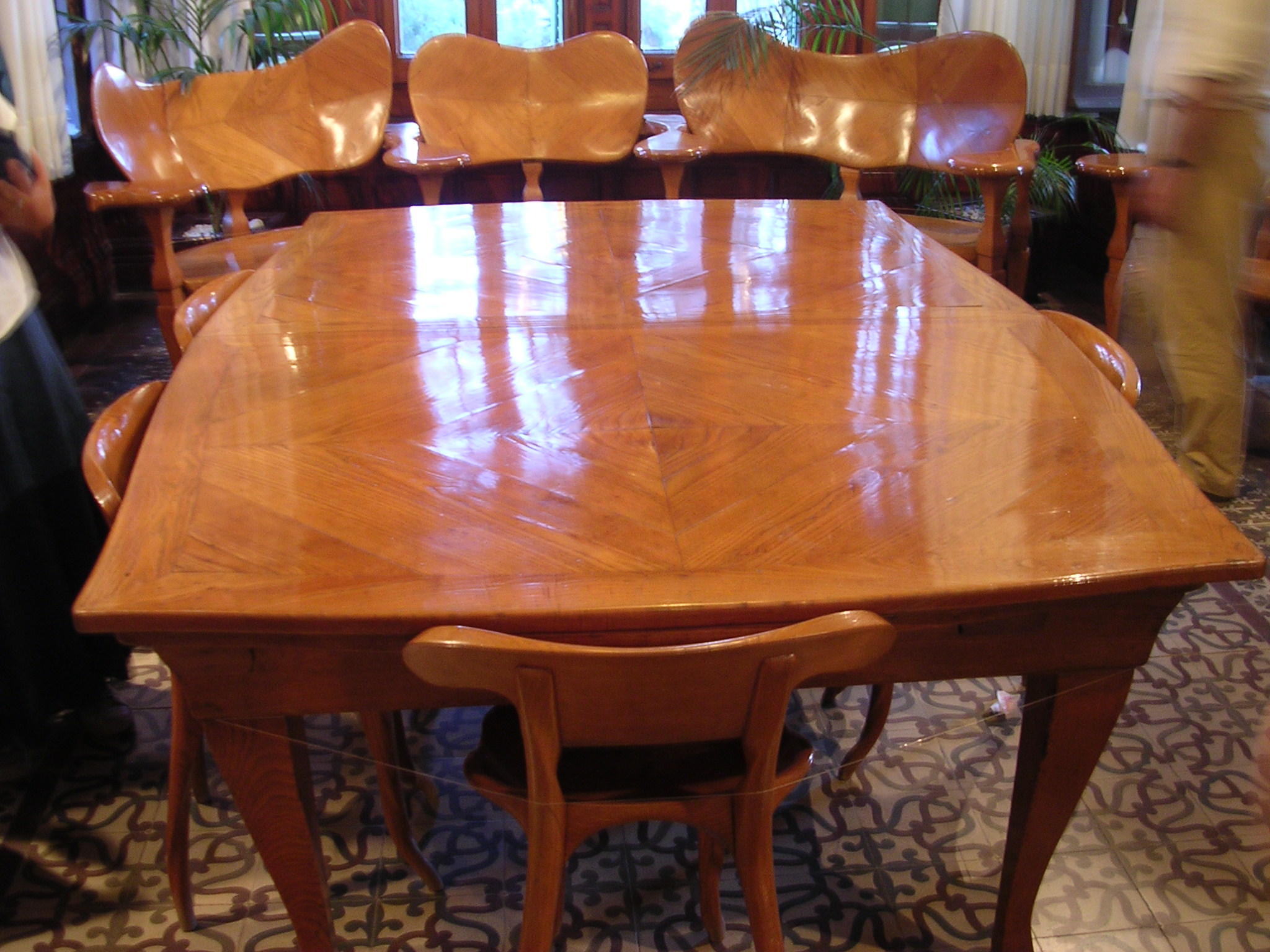
Обідній стіл Антоніо Гауді
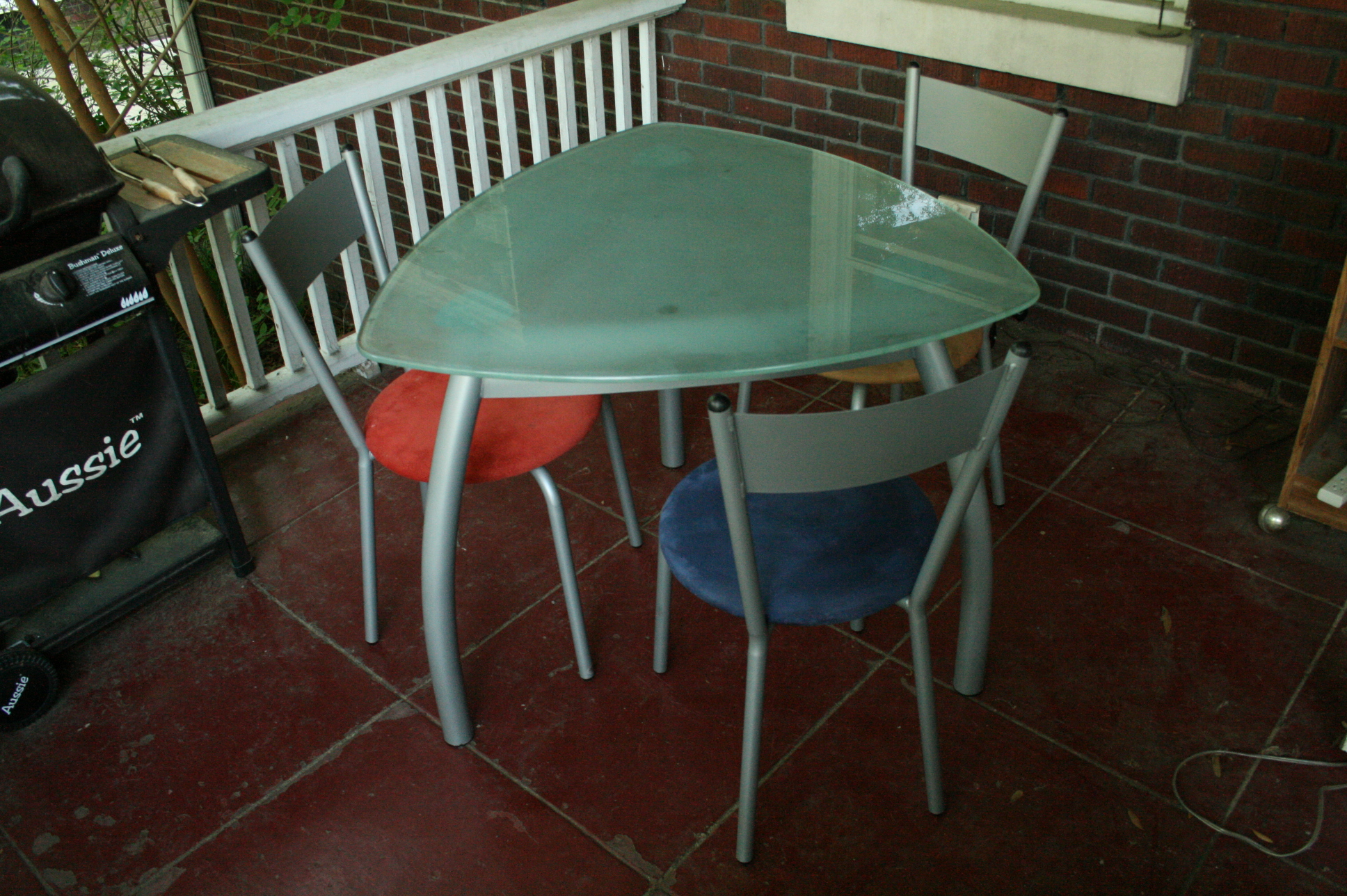
Скляна стільниця в патіо на відкритому повітрі
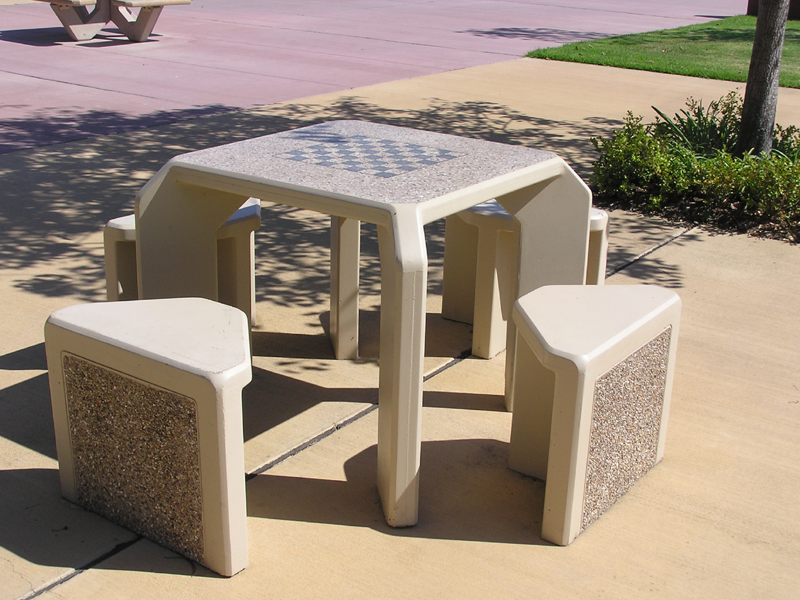
Стіл на відкритому повітрі з шахівницею, вбудованої в стільницю
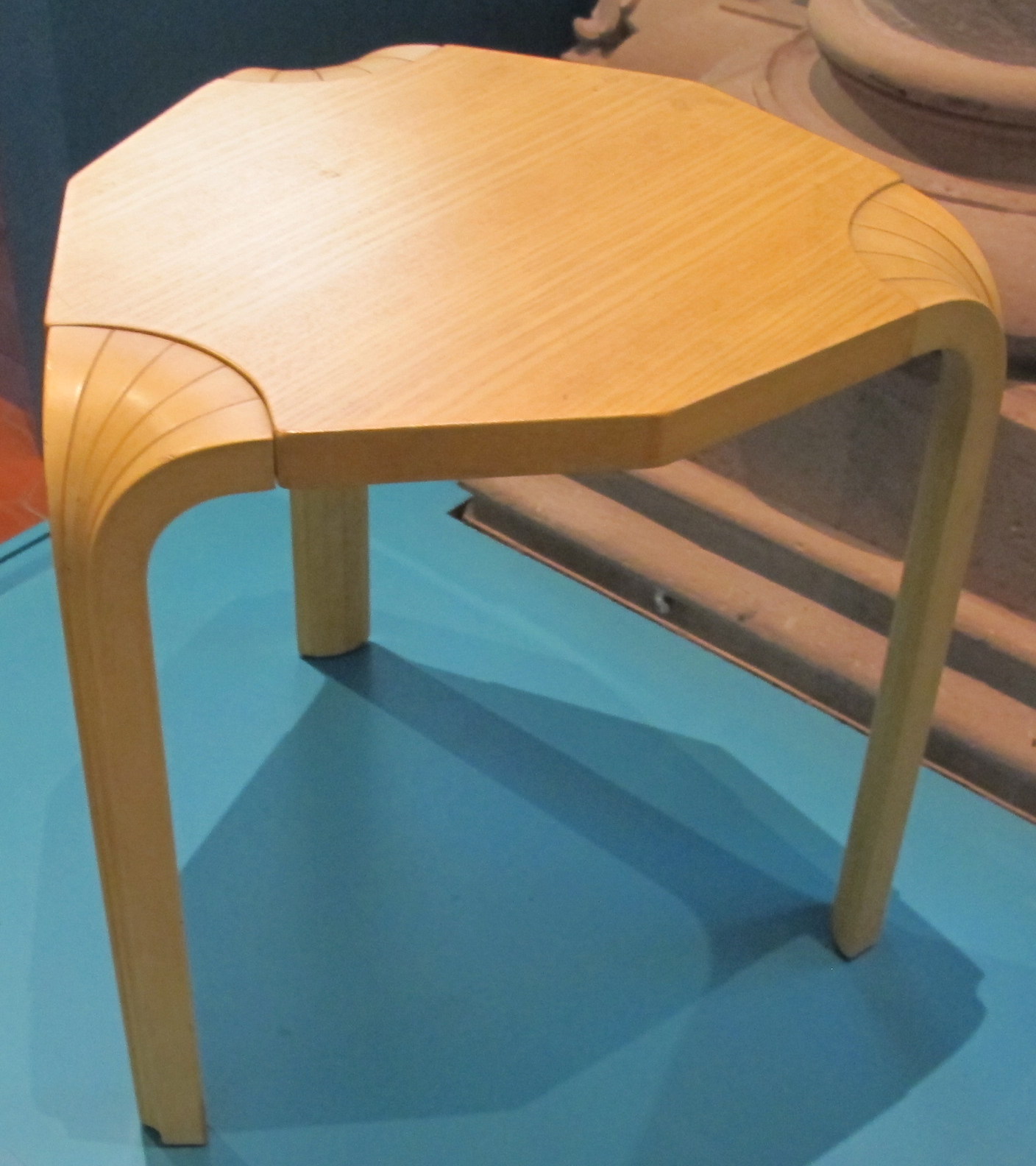
Модерністський столик від Алвара Аалто
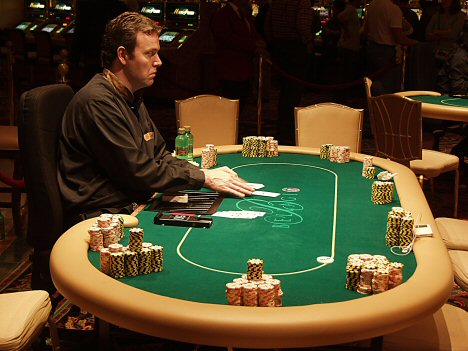
Покерний стіл
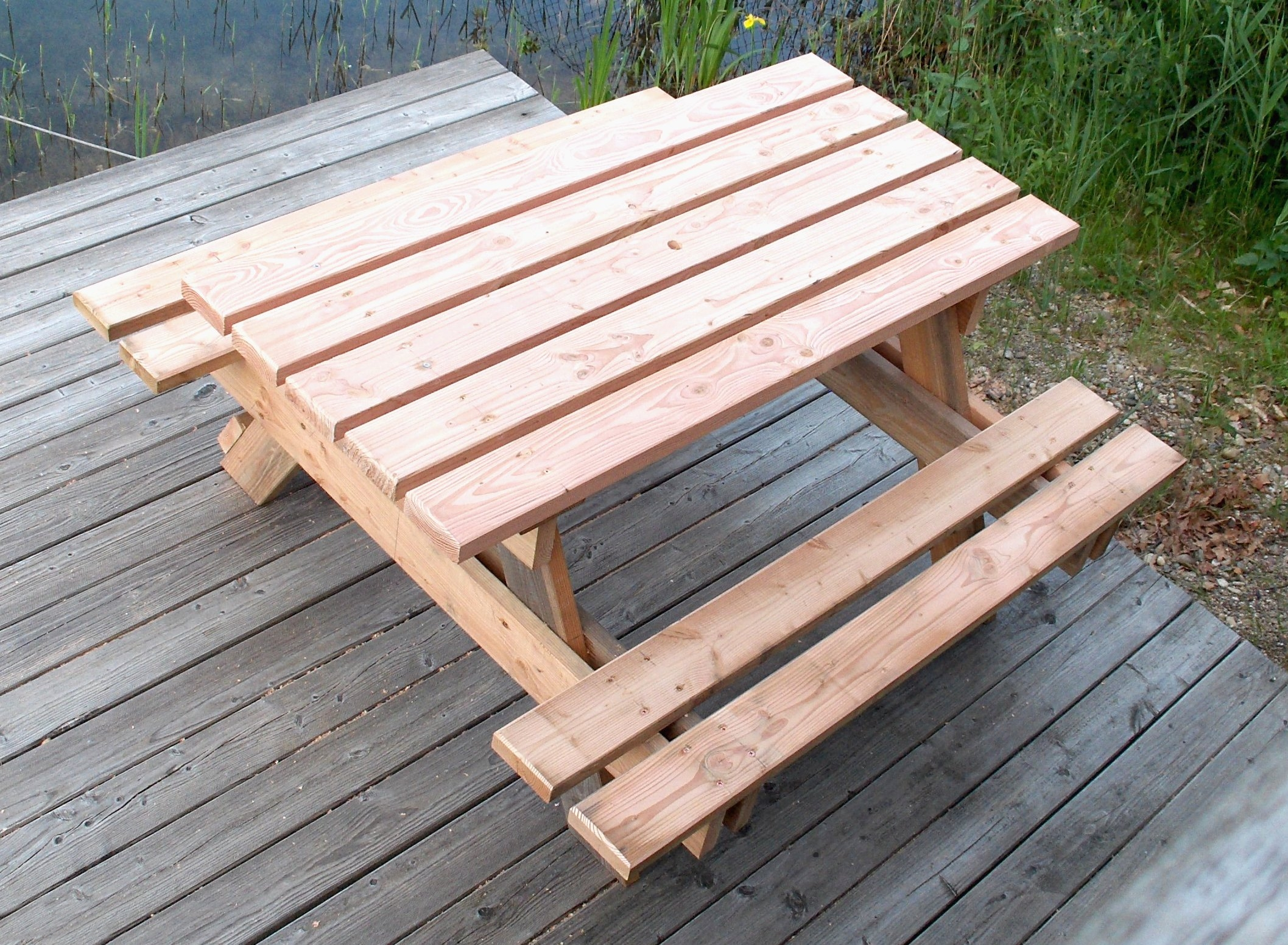
Комбінація столу з двома лавками (стіл для пікніка)
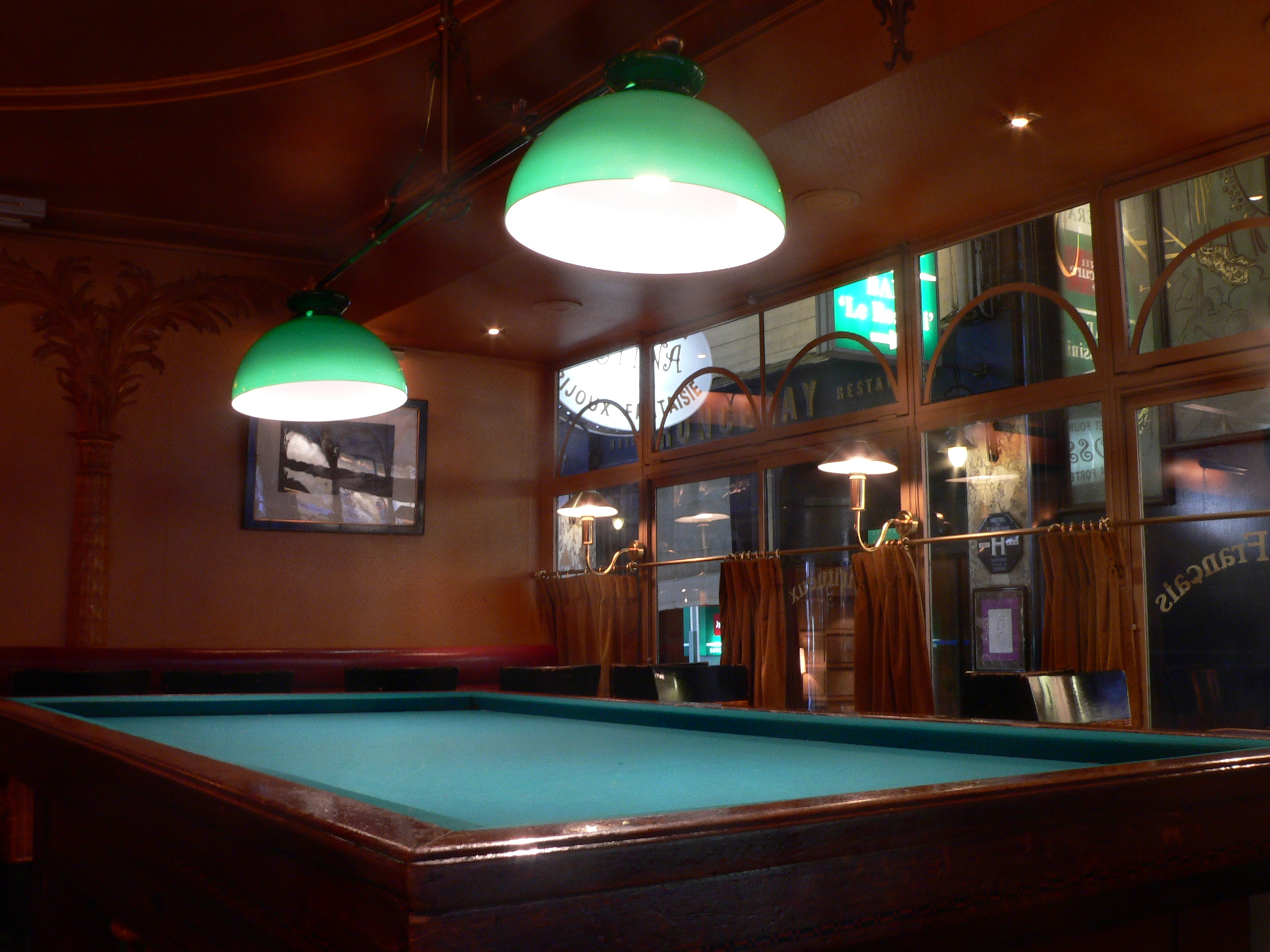
Більярдний стіл